# Hōnen-in
Hōnen-in (法然院) è un tempio buddista situato a Sakyō-ku, a Kyoto, nel Giappone occidentale.

## Storia
Il pittore di Nihonga Inshō Dōmoto ha ricevuto una commissione dal tempio per ridecorare due stanze. Normalmente le stanze avevano dei dipinti della scuola di Kano. Due sale che furono dipinte nel 1971 con Brezza leggera che si avvicina raffigurano la Terra Pura. Un dipinto astratto, mostra salici o alberi che ondeggiano al vento.